# (73889) 1997 EN12
(73889) 1997 EN12 – planetoida z pasa głównego asteroid okrążająca Słońce w ciągu 4,28 lat w średniej odległości 2,64 j.a. Odkryta 3 marca 1997 roku.